# Sant'Antonio Abate all'Esquilino
Sant'Antonio Abate all’Esquilino ou Igreja de Santo Antônio Abade no Esquilino é uma igreja de Roma, Itália, localizada na Via Carlo Alberto, no rione Esquilino, perto da Basílica de Santa Maria Maior. É dedicada a Santo Antônio Abade, conhecido em português como Santo Antão, e a igreja nacional em Roma da comunidade católica russa na cidade.

## História

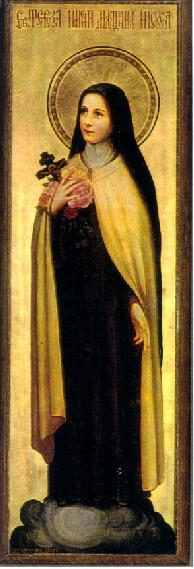
Ícone de Santa Teresinha na igreja.

A igreja foi construída em 1308 para servir a um antigo hospital, construído na segunda metade do século XVIII para os que sofriam do "fogo de Santo Antão". Ela substituiu uma antiga igreja do século V conhecida como Sant'Andrea Catabarbara. Em 1481, foi reconstruída por ordem do papa Sisto IV. Em 1583, Domenico Fontana construiu ali uma capela dedicada a Santa Teresa (agora rededicada aos santos irmãos Cirilo e Metódio). Em 1585, Nicolò Circignani pintou os afrescos no interior da cúpula.
A igreja foi redesenhada internamente no século XVIII, mas acabou abandonada logo depois da unificação da Itália (1870) e uma grande praça em frente da igreja, onde animais eram tradicionalmente abençoados no dia 17 de janeiro, dia de Santo Antão, foi removida. O nível da via Carlo Alberto foi abaixado e na frente da igreja foi construída uma enorme escadaria dupla que leva hoje à entrada principal.
Em 1928, a igreja e os arredores foram adquiridos pela Santa Sé, que entregou o complexo os católicos russos de rito bizantino. Os edifícios foram utilizados pelo Collegium Russicum, um centro de estudos russos e orientais. A fachada atual é de Antonio Muñoz e incorpora um portal românico, a única estrutura sobrevivente do antigo hospital. Uma inscrição acima dele relembra a fundação do hospital pelo cardeal Pietro Capocci.
O interior segue uma planta em cruz latina, com três naves cobertas por abóbadas de aresta. Cada uma delas termina numa abside — a principal abriga um crucifixo de Giovanni Odazzi e as duas laterais, iconóstases russas. As capelas laterais também abrigam ícones. Nas duas naves laterais estão restos de baixos-relevos encontrados durante as restaurações do século XX, remanescentes da antiga igreja e datando dos séculos IX e X.